# Злісний розтрощувач яєць
«Злісний розтрощувач яєць» (рос. «Злостный разбиватель яиц») — анімаційний фільм 1966 року Творчого об'єднання художньої мультиплікації студії Київнаукфільм, режисер — Ірина Гурвич. Українською мультфільм коментує Юрій Тимошенко. У російській версії озвучки коментує Зиновій Гердт.

## Персонажі

Кадр з мультфільму "Злісний розтрощувач яєць"

Головний персонаж мультфільму — Курчатко, яке виростає в красеня Півня.

## Сюжет
Як тільки Курчатко вилупилося з яйця, відразу ж стали його сварити за те, що воно... розбило яйце. І так все життя хтось сварить, незважаючи на те, що воно вже стало красенем Півнем. Тільки любов допомагає забути про образи.

## Над мультфільмом працювали
- Сценарист: Фелікс Кривін
- Режисер-постановник: Ірина Гурвич
- Художник-постановник: Микола Чурилов
- Композитор: Борис Буєвський
- Оператор: Анатолій Гаврилов
- Редактор: Тадеуш Павленко
- Звукооператор: Ірина Чефранова
- Художники-мультиплікатори: Володимир Гончаров, Володимир Дахно, Марк Драйцун, Адольф Педан, Володимир Пекар, Єфрем Пружанський, В. Фомін
- Ролі озвучували: Юрій Тимошенко (українською), Зиновій Гердт (російською)

## Дивись також
- Фільмографія ТО художньої мультиплікації студії "Київнаукфільм"